# Placide Colliard
Placide Colliard, né le 2 février 1876 à Attalens et mort le 10 février 1920 à Fribourg, est un prêtre catholique suisse.

## Biographie
Originaire de d'Attalens et de Châtel-Saint-Denis, Placide Colliard étudie à l'école latine de Châtel-Saint-Denis puis au collège Saint-Michel de Fribourg. Il poursuit des études au séminaire et est ordonné prêtre en 1901. Il est nommé vicaire à Châtel-Saint-Denis et occupe ce poste durant quatre ans. De 1905 à 1907, il étudie le droit canon à Rome sur demande de l'évêque Joseph Déruaz. En 1908, il est nommé curé de Le Locle. En 1910, il est rappelé dans le canton de Fribourg et devient curé de Promasens. Le 15 janvier 1912, l'évêque André Bovet le nomme vicaire général. À la suite du décès de monseigneur Bovet en 1915, il est nommé évêque de Lausanne et Genève par le pape Benoît XV. Il meurt le 10 février 1920.

## Sources
- Marianne Rolle, « Placide Colliard » dans le Dictionnaire historique de la Suisse en ligne, version du 9 octobre 2003.